# Пор-сюр-Сей
Пор-сюр-Сей (фр. Port-sur-Seille) — коммуна во французском департаменте Мёрт и Мозель, региона Лотарингия. Относится к кантону Понт-а-Муссон.

## География
Пор-сюр-Сей расположен в 24 км к северу от Нанси и 25 км к югу от Меца. Соседние коммуны: Морвиль-сюр-Сей и Эпли на севере, Рув и Клемри на юго-востоке.

## История
Деревня сильно пострадала во время Первой мировой войны в 1914-1918 годах и в 1944 году.

## Демография
Население коммуны на 2010 год составляло 234 человека.
| 1962 | 1968 | 1975 | 1982 | 1990 | 1999 | 2010 |
| ---- | ---- | ---- | ---- | ---- | ---- | ---- |
| 180  | 147  | 162  | 170  | 203  | 193  | 234  |